# 神經科學和性取向
性傾向是指人類對異性或同性或良性產生的浪漫或性吸引的持久模式。人類性傾向的根本原因和機制尚不明晰，許多理論都有猜測性和正義性。神經科學的進步部分解釋了人類性傾向與結構神經之間的聯繫。神經科學中有關性傾向的理論包括胎兒神經發育的內容，以及遺傳對性傾向的控制。